# Jordan Amavi
Pour les articles homonymes, voir Amavi.
Jordan Amavi, né le 9 mars 1994 à Toulon (Var), est un footballeur français qui évolue au poste de défenseur latéral gauche.
Appelé en équipe de France en 2017, il ne compte aucune sélection n'étant jamais entré en jeu.

## Biographie

### Carrière en club

#### OGC Nice (2013-2015)
Jordan Amavi est repéré par l'OGC Nice alors qu'il évolue sous les couleurs du SC Toulon en moins de 17 ans régional lors d'un match contre l'équipe niçoise, il tape dans l’œil du coach adverse Manuel Pires avec match plein et un doublé et une passe décisive. À l'été 2010, malgré l'intérêt des Girondins de Bordeaux, de l'AS Cannes ou l'AS Monaco, il intègre le centre de formation niçois.
Il joue d'abord avec l'équipe U19 avec laquelle il remporte la Coupe Gambardella en 2012 contre l'AS Saint-Étienne puis l'équipe réserve avec laquelle il remporte le championnat de CFA 2 (5e division) en 2013.
Le 10 août 2013, Jordan Amavi prend part à sa première rencontre en équipe première lors de la première journée de Ligue 1 face à l'Olympique lyonnais en tant que titulaire. Il joue son premier match européen en Ligue Europa lors du tour préliminaire contre l'Apollon Limassol lors d'une victoire un zéro qui fait suite à une défaite au match aller deux buts à zéro. En concurrence pour le poste d'arrière gauche avec Timothée Kolodziejczak, il participe à vingt-trois matchs toutes compétitions confondues lors de cette première saison au niveau professionnel.
Il marque son premier but pour l'OGC Nice le 20 septembre 2014, à l'occasion de la défaite du Gym au FC Nantes deux buts à un, après avoir marqué contre son camp en début de match, il réduit le score en fin de match. Il marque trois buts supplémentaires cette saison-là pour trois victoires contre le SM Caen, les Girondins de Bordeaux et le RC Lens. Devenu titulaire indiscutable sur le flanc gauche de la défense niçoise, il honore sa cinquantième apparition en Ligue 1 au cours de la 31e journée lors d'un match face à Evian Thonon Gaillard. Alors qu'il a débuté chacun des matchs de la saison en championnat, il manque deux rencontres lors des 34e et 38e journées pour cause de suspension. En deux saisons, il prend part à soixante rencontres et marque quatre buts.

#### Aston Villa FC (2015-2017)
Le 18 juillet 2015, il s'engage pour cinq ans avec Aston Villa ; le transfert est estimé à 13 millions d'euros. Le 8 août suivant, il prend part à son premier match avec les Villans en étant titularisé lors de la première journée de Premier League face à Bournemouth, victoire un but à zéro. Titulaire indiscutable dès son arrivée et auteur de trois passes décisives en douze matchs, sa saison prend fin prématurément à la suite d'une rupture du ligament croisé antérieur du genou droit survenue lors d'un match avec l'équipe de France espoirs le 15 novembre 2015. Sa saison est déjà terminée alors que le championnat n'est qu'à la treizième journée. Depuis les tribunes, il voit son équipe qui enchaîne les défaites et termine à la vingtième et dernière place du championnat, synonyme de relégation en seconde division.
Il fait son retour sur les terrains près de neuf mois plus tard, le 10 août 2016, en étant titularisé par Roberto Di Matteo à l'occasion du match de Coupe de la Ligue perdu par les Villans face à Luton Town trois buts à un. Régulièrement titularisé par Di Matteo puis Steve Bruce, Amavi dispute trente-quatre matchs de championnat lors de la saison 2016-2017. Le club termine à la treizième place de Championship, loin d'une éventuelle promotion. Il décide de quitter le club afin de retrouver un club de première division.

#### Olympique de Marseille (2017-2024)
Le 10 août 2017, Amavi est prêté pour une saison avec option d'achat à l'Olympique de Marseille,. Dix jours plus tard, le défenseur français dispute sa première rencontre avec l'OM, titulaire face au SCO Angers en Ligue 1 lors d'un match nul, un but partout. Le 7 octobre 2017, le quotidien L'Équipe annonce que le prêt d'Amavi est assorti d'une option d'achat obligatoire au bout de trois titularisations en championnat. Ce cap est atteint dès le 17 septembre lors du déplacement au Amiens SC. Aston Villa et le club marseillais ne confirment cependant pas cette information. Le 7 janvier 2018, Jordan Amavi marque son premier but sous le maillot de l'Olympique de Marseille lors d'une rencontre de Coupe de France face au Valenciennes FC, but inscrit au cours de la prolongation, et qui permet à l'OM de se qualifier en seizièmes de finale sur le score d'un but à zéro. Il prend part à quarante-trois rencontres pour sa première saison au club et est titulaire lors de la Finale de la Ligue Europa perdu trois buts à zéro face à l'Atlético de Madrid.
Sa seconde saison à l'OM est plus difficile, s'il prend part à trente-trois matchs toutes compétitions confondues, il fait face à de nombreuses critiques de la part des médias et des supporters. S'il profite de n'avoir aucune concurrence à son poste pour gagner du temps de jeu, Rudi Garcia fait toutefois régulièrement jouer le latéral droit Hiroki Sakai à gauche afin d'avoir une alternative au Français.
La saison 2019-2020 est la bonne pour Jordan Amavi qui revient à son meilleur niveau. Souvent raillé depuis deux ans par les supporteurs voire régulièrement hué au Vélodrome, il prouve qu'il a sa place dans le onze titulaire malgré un début de saison difficile. Le joueur avoue même avoir touché le fond après avoir été remplacé à la mi-temps lors d'un match de championnat contre le stade rennais. Ce match sera le déclic pour lui et la suite de sa saison est exemplaire,. Il participe grandement à la deuxième place du club.
Lors de la troisième journée de la saison 2020-2021, l'OM remporte le classique contre le Paris Saint-Germain un but à zéro après plus de dix ans sans victoire contre le plus gros rival du club. Les joueurs s'emportent en fin de match et en viennent aux mains notamment Amavi avec Layvin Kurzawa et il écope de trois matchs de suspension.

#### Retour à l'OGC Nice et prêt au Getafe CF (2022-2023)
Le 5 janvier 2022, il est prêté avec option d'achat jusqu'à la fin de la saison à l'OGC Nice.
Le 29 août 2022, l'Olympique Marseille annonce qu'il est prêté sans option d'achat au Getafe CF. Faisant un début de saison raté avec le club espagnol, le club hésitant à casser son prêt en décembre. Il est tout de même au club jusqu'en été 2023. Il ne jouera que six matchs avec le club. Il retourne à l'OM à la fin de son prêt.

#### Prêt puis transfert au Stade Brestois 29 (2023-2025)
Alors approché pour un prêt par le Stade Brestois au mercato hivernal de 2022, à la suite de la menace de Getafe CF de casser le prêt d'Amavi, il rejoint bel et bien le club breton le 31 août 2023 dans le cadre d'un prêt sans option d'achat. Le Stade brestois 29 expliquant dans son communiqué recherchant un arrière gauche à la suite du départ de Jere Uronen en MLS. Il se blesse au mollet droit en novembre, puis au mollet gauche quelques semaines après, il ne jouera pas avec Brest lors de l'année 2023. Il joue sa première minute lors de l'avant dernière journée face à Stade de Reims. Il est titulaire lors de la dernière journée du championnat face au Toulouse FC où il est buteur, but qui officialise le club brestois la qualification en Ligue des Champions. Après avoir résilié son engagement avec l'OM, Jordan Amavi est transféré définitivement au Stade brestois, avec lequel il signe un contrat d'un an avec une saison supplémentaire en option.

### Carrière internationale
Le 8 septembre 2014, Amavi joue son premier match en équipe de France espoirs contre l'Islande après avoir porté les couleurs de l'équipe de France en moins de 18 ans et en moins de 20 ans. Il participe avec les espoirs aux éliminatoires de l'Euro espoirs 2015 puis aux éliminatoires de l'Euro espoirs 2017.
Le 4 octobre 2017, il est convoqué pour la première fois en équipe de France par Didier Deschamps à la suite du forfait de Layvin Kurzawa mais n'entre pas en jeu.

## Statistiques
| Saison                | Club                          | Championnat           | Championnat | Championnat | Championnat | Coupe nationale | Coupe nationale | Coupe nationale | Coupe de la Ligue | Coupe de la Ligue | Coupe de la Ligue | Compétition(s) continentale(s) | Compétition(s) continentale(s) | Compétition(s) continentale(s) | Compétition(s) continentale(s) | Total | Total | Total |
| Saison                | Club                          | Division              | M.          | B.          | P.d.        | M.              | B.              | P.d.            | M.                | B.                | P.d.              | Comp.                          | M.                             | B.                             | P.d.                           | M.    | B.    | P.d.  |
| 2013-2014             | OGC Nice                      | Ligue 1               | 19          | 0           | 0           | 2               | 0               | 0               | 1                 | 0                 | 0                 | C3                             | 1                              | 0                              | 0                              | 23    | 0     | 0     |
| 2014-2015             | OGC Nice                      | Ligue 1               | 36          | 4           | 1           | 1               | 0               | 0               | -                 | -                 | -                 | -                              | -                              | -                              | -                              | 37    | 4     | 1     |
| 2021-2022             | OGC Nice (prêt)               | Ligue 1               | 8           | 0           | 0           | 1               | 0               | 0               | -                 | -                 | -                 | -                              | -                              | -                              | -                              | 9     | 0     | 0     |
| Sous-total            | Sous-total                    | Sous-total            | 63          | 4           | 1           | 4               | 0               | 0               | 1                 | 0                 | 0                 | -                              | 1                              | 0                              | 0                              | 69    | 4     | 1     |
| 2015-2016             | Aston Villa FC                | Premier League        | 10          | 0           | 2           | -               | -               | -               | 2                 | 0                 | 1                 | -                              | -                              | -                              | -                              | 12    | 0     | 3     |
| 2016-2017             | Aston Villa FC                | Championship          | 34          | 0           | 1           | 1               | 0               | 0               | 1                 | 0                 | 0                 | -                              | -                              | -                              | -                              | 36    | 0     | 1     |
| Sous-total            | Sous-total                    | Sous-total            | 44          | 0           | 3           | 1               | 0               | 0               | 3                 | 0                 | 1                 | -                              | -                              | -                              | -                              | 48    | 0     | 4     |
| 2017-2018             | Olympique de Marseille (prêt) | Ligue 1               | 27          | 0           | 6           | 3               | 1               | 0               | 1                 | 0                 | 0                 | C3                             | 12                             | 0                              | 1                              | 43    | 1     | 7     |
| 2018-2019             | Olympique de Marseille        | Ligue 1               | 28          | 0           | 2           | 1               | 0               | 0               | 1                 | 0                 | 0                 | C3                             | 3                              | 0                              | 0                              | 33    | 0     | 2     |
| 2019-2020             | Olympique de Marseille        | Ligue 1               | 26          | 1           | 1           | 2               | 0               | 0               | 1                 | 0                 | 0                 | -                              | -                              | -                              | -                              | 29    | 1     | 1     |
| 2020-2021             | Olympique de Marseille        | Ligue 1               | 13          | 1           | 0           | -               | -               | -               | -                 | -                 | -                 | C1                             | 5                              | 0                              | 0                              | 18    | 1     | 0     |
| 2021-2022             | Olympique de Marseille        | Ligue 1               | 2           | 0           | 0           | 2               | 0               | 0               | -                 | -                 | -                 | C3                             | 0                              | 0                              | 0                              | 4     | 0     | 0     |
| Sous-total            | Sous-total                    | Sous-total            | 96          | 2           | 9           | 8               | 1               | 0               | 3                 | 0                 | 0                 | -                              | 20                             | 0                              | 1                              | 127   | 3     | 10    |
| 2022-2023             | Getafe FC (prêt)              | Liga                  | 5           | 0           | 0           | 1               | 0               | 0               | -                 | -                 | -                 | -                              | -                              | -                              | -                              | 6     | 0     | 0     |
| 2023-2024             | Stade brestois 29 (prêt)      | Ligue 1               | 2           | 1           | 0           | -               | -               | -               | -                 | -                 | -                 | -                              | -                              | -                              | -                              | 2     | 1     | 0     |
| 2024-2025             | Stade brestois 29             | Ligue 1               | 11          | 0           | 0           | 1               | 0               | 1               | -                 | -                 | -                 | C1                             | 1                              | 0                              | 0                              | 13    | 0     | 1     |
| Sous-total            | Sous-total                    | Sous-total            | 13          | 1           | 0           | 1               | 0               | 1               | -                 | -                 | -                 | -                              | 1                              | 0                              | 0                              | 15    | 1     | 1     |
| Total sur la carrière | Total sur la carrière         | Total sur la carrière | 221         | 7           | 13          | 15              | 1               | 1               | 7                 | 0                 | 1                 | -                              | 22                             | 0                              | 1                              | 265   | 8     | 16    |

## Palmarès
Formé à l'OGC Nice, Jordan Amavi remporte la Coupe Gambardella en 2012 avec les moins de 19 ans avant d'être champion de CFA 2, la cinquième division française avec l'équipe réserve en 2013.
Avec l'Olympique de Marseille, il est vice-champion de France en 2020 et finaliste de la Ligue Europa en 2018.
| OGC Nice (2)                                                                        | Olympique de Marseille                                                               |
| ----------------------------------------------------------------------------------- | ------------------------------------------------------------------------------------ |
| - Coupe Gambardella : - Vainqueur : 2012 - CFA 2 (5e division) : - Vainqueur : 2013 | - Championnat de France : - Vice-champion : 2020 - Ligue Europa : - Finaliste : 2018 |